# Nicolas Carpentier
Pour les articles homonymes, voir Carpentier.
Nicolas Carpentier, né le 1er mars 1976 à Lille, est un comédien français. Il est connu principalement pour son rôle de M. French Touch dans les publicités Renault et pour son rôle du procureur dans la série Munch.

## Biographie

### Carrière
Depuis 2012, il est connu en France pour ses apparitions dans plus d'une cinquantaine de spots publicitaires pour la marque Renault dans lesquels il promeut les nouvelles sorties automobiles de la marque. Certaines de ces publicités se sont faites en compagnie de sportifs comme Teddy Riner, Tony Parker, Neymar Jr. ou Kylian Mbappé.
En 2014, il s'illustre, aux côtés de Catherine Jacob, dans le téléfilm Baisers cachés, traitant de l'homophobie dans le milieu scolaire.
Il participe également à de nombreuses fictions internationales, on peut citer comme fictions anglophones American Patriot ou Genius aux États-Unis, Guerre et Paix ou Poldark outre-Manche mais aussi X Company au Canada. Il a aussi tourné en espagnol dans la série télévisée Dime Quien Soy et en italien dans le film de Checco Zalone, Tolo Tolo.
Depuis 2018, il a rejoint le casting principal de la série à succès de TF1 Munch, dans laquelle il campe le rôle du procureur Jérôme Tillier aux côtés d'Isabelle Nanty,.

## Filmographie

### Cinéma

#### Longs métrages
- 2008 : La Personne aux deux personnes de Nicolas et Bruno : Le serveur
- 2008 : Jack Says de Simon McPhillips : chauffeur de taxi
- 2010 : Djinns de Hugues Martin : Homme Services Internes 1
- 2010 : Opération 118 318, sévices clients de Julien Baillargeon : Victor
- 2012 : La Vie d'une autre de Sylvie Testud : Marc Speranski
- 2013 : Un week-end à Paris (Le Weekend) de Roger Michell : agent de sécurité du Plaza
- 2014 : Le Sens de l'humour de Marilyne Canto : Client brocante
- 2014 : Des lendemains qui chantent de Nicolas Castro : Créatif pub
- 2014 : Tu veux ou tu veux pas de Tonie Marshall : L'agent immobilier
- 2014 : La prochaine fois je viserai le cœur de Cédric Anger (scène supprimée)
- 2019 : Paris Boutique Hôtel de Marco Carmel
- 2020 : Tolo Tolo de Checco Zalone
- 2023 : Daaaaaalí ! de Quentin Dupieux
- 2023 : Vivants d'Alix Delaporte

#### Courts métrages
- 1999 : Oscar le Malchanceux de Pierre Lamotte
- 2001 : 43 secondes à Croisy-sur-Onde de Christine Abidine
- 2002 Le grand avoir d'Elise Griffon et Sébastien Marnier
- 2003 : Naïve d'Aglaé Dufresne
- 2004 : He's the one de Benoît Petre
- 2007 : C'est d'accord de Maryline Canto
- 2019 : Un monde sans crise de Ted Hardy-Carnac

### Télévision

#### Téléfilms
- 2007 : Monsieur Joseph d'Olivier Langlois : Cédric Dufour
- 2013 : 3 mariages et 1 coup de foudre de Gilles de Maistre : Thomas
- 2014 : L'Esprit de famille de Frédéric Berthe : Gendarme 2
- 2015 : Parents mode d'emploi : le Prime de Marie-Hélène Copti : prof de français (segment La rentrée des classes)
- 2016 : Baisers cachés de Didier Bivel : Tristan
- 2016 : La Loi de Gloria — L'Avocate du diable de Didier Le Pêcheur
- 2020 : Big Five de Gilles de Maistre

#### Séries télévisées
- 2002 : La Vie devant nous de Vincenzo Marano : Dominique Logier (épisode Échec et Mat)
- 2003 : Léa Parker de Jean-Pierre Prévost : client (épisode L'Appât)
- 2006 : Navarro de Philippe Davin : Denis Lemarrec (épisode Jour de colère)
- 2006 : Femmes de loi d'Étienne Dhaene : Cadre Natalim (épisode Promotion mortelle)
- 2009 : Brigade Navarro de Philippe Davin : journaliste studio radio (épisode Mascarade)
- 2009 : Kali de Richard Johnson : Technicien labo 2 (épisode 1)
- 2011 : Le Jour où tout a basculé : Rémi (épisode L'amant de ma femme me harcèle )
- 2012 : Le Jour où tout a basculé : Emmanuel (épisode Mon frère a brisé mon couple)
- 2013 : Commissaire Magellan d'Étienne Dhaene : Maxime Molina (épisode Le manoir maudit)
- 2013 : Joséphine, ange gardien de Pascal Heylbroeck : Gaspard (épisode Pour la vie)
- 2014 : Plus Belle la Vie : Maître Adrien
- 2015-2016 : X Company de Craig Viveiros et Grant Harvey : Anton (épisodes Au grand jour et Tenir bon)
- 2016 : Guerre et Paix de Tom Harper : Monsieur Dessales (épisode 5)
- 2016 : Capitaine Marleau de Josée Dayan : gendarme Mathieu (épisode En trompe-l'œil)
- 2016 : Contact de David Morley : Yann Dutrieux (épisode Instinct maternel)
- 2016 : Commissaire Magellan d'Étienne Dhaene : Amaury Monsegur (épisode Première ballerine)
- 2017 : Camping Paradis de Stephan Kopecky : Christophe (épisode Famille nombreuse, famille heureuse)
- 2017 : Poldark de Stephen Woolfenden : Jacques Clisson (saison 3, épisode 3)
- 2018 : Cassandre de François Guérin : Inspecteur Vasseur (épisode À contre-courant)
- 2018 : American Patriot de Steven Conrad : Chef (épisodes Les Évènements de Paris et Quitter Paris)
- 2018 : Alice Nevers : Le juge est une femme de Simon Astier : Philippe Catrain (épisode Mères en colère)
- 2018 : Genius : Picasso de Mathias Herndl : Maitre De Sariac (épisodes Chapitre 9 et Chapitre 10)
- 2018 : Munch de Valérie Tong Cuong : Le procureur Jérôme Tillier (multiples épisodes)
- 2019 : Section de recherches d'Alexandre Pidoux : Julien (épisode Naufrage)
- 2019 : Dime Quien Soy d'Eduard Cortès
- 2020 : Léo Matteï, Brigade des mineurs : Éric Delahaye (épisode ?)
- 2021 : Paris Boutique : Philippe
- 2024 : Capitaine Marleau : Tanguy Guillou (épisode À contre-courant)
- 2025 : Camping Paradis : Jonathan (épisode Grains de sable au Paradis)

#### Publicités
- depuis 2012 : Renault : Monsieur French Touch[7],[2]

### Doublage

#### Voix off
- Publicités diverses : Head & Shoulders (avec Antoine Griezmann), Kayak, Nexity, Sojasun, etc.
- Habillage de la chaîne France 4
- 2014 : Gaspillage alimentaire, les chefs contre-attaquent sur M6 avec Cyril Lignac, Yves Camdeborde, Ghislaine Arabian et Philippe Etchebest
- Jeu vidéo "Alexandra Ledermann 8" : personnage de Raphael (https://www.behindthevoiceactors.com/video-games/Pippa-Funnell-Secrets-of-the-Ranch/)

## Théâtre
- 1998 : God - Sean Kennedy
- 1999 : L'Avare MeS de Xocchicalli Chavez De Llano
- 2001 : Eva Peron MeS de Jean-Louis Martin-Barbaz
- 2001 : Le Petit Prince MeS de Stéphane Pezerat
- 2002 : Le Chien du jardinier MeS de Jean-Marc Houllbecq
- 2003, 2006 : Les Vagues MeS de Hervé Van Der Meulen
- 2003 : La cuisine MeS de Jean-Louis Martin-Barbaz
- 2003 : Le Songe d'une nuit d'été MeS de Jean-Louis Martin-Barbaz
- 2006 : Contre les bêtes MeS de Keiah Serreau